# Korunk
A Korunk folyóiratnak 1926-tól három időszaka (folyama) van.
A Korunk 1926. február – 1940. szeptember között megjelent kolozsvári folyóirat volt. Alapítója Dienes László, 1929 januárjától Gaál Gáborral együtt szerkesztették a lapot. 1931 szeptemberétől kezdve nem Gaál Gábor neve szerepelt az impresszumban felelős szerkesztőként, mivel rendezetlen volt az állampolgársága, ezért helyette névleg Kibédi Sándor jegyezte a lapot.
A Korunk 1957 februárjában indult újra a Szocialista Művelődési és Nevelési Tanács folyóiratként és ebben a minőségében az 1989 decemberében bekövetkezett rendszerváltásig jelent meg. A főszerkesztő ebben a korszakban az 1984/9. számig Gáll Ernő, azt követően Rácz Győző volt.
Az 1990-es III. folyamtól kezdve a főszerkesztő Kántor Lajos lett; 2008 áprilisától Balázs Imre József vette át helyét. 2013 januárjától a főszerkesztő Kovács Kiss Gyöngy.

## Története

### 1926–1940

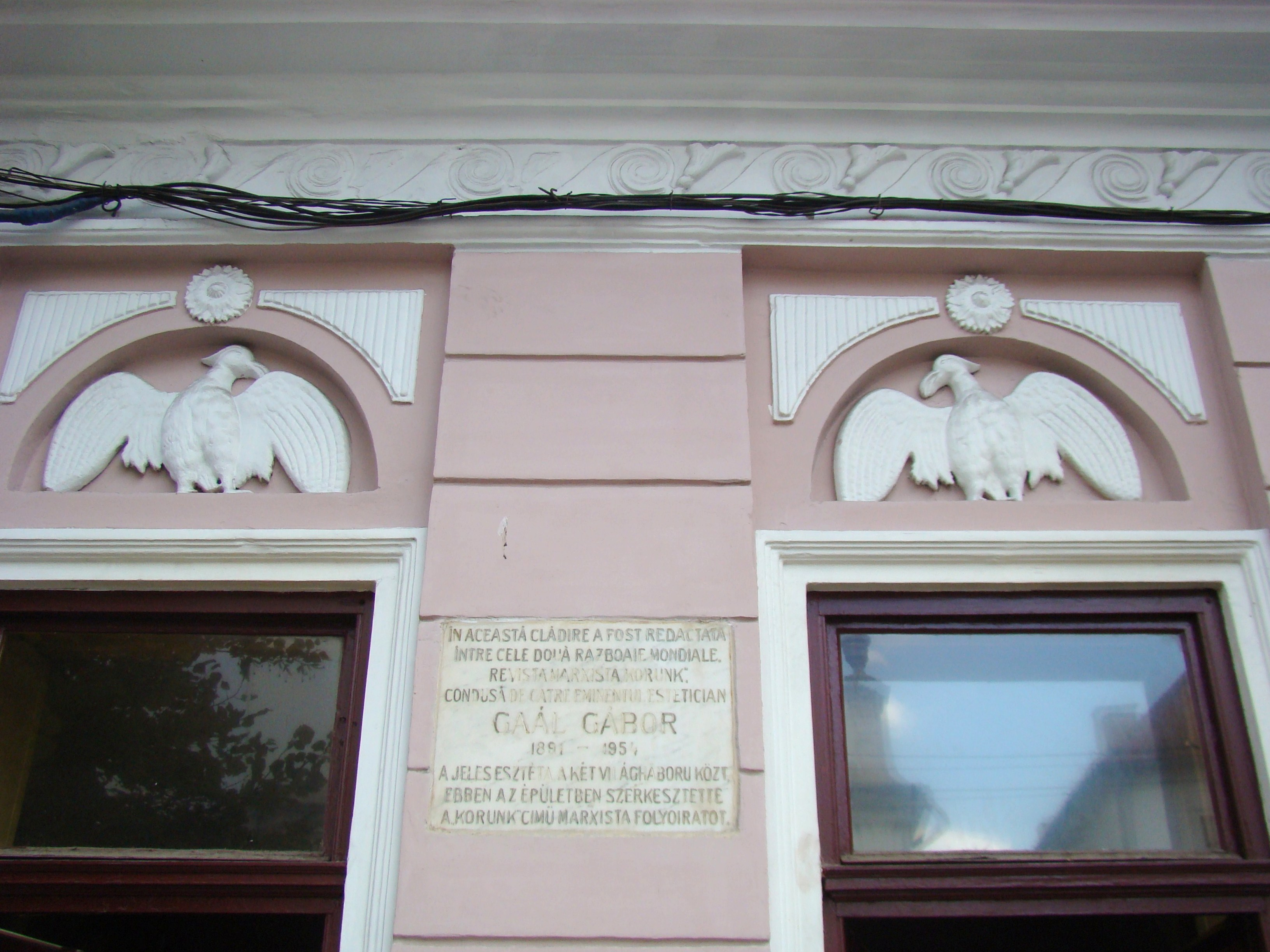
Emléktábla a Korunk egykori szerkesztőségének falán

A Korunk 1926 februárjától 1940. szeptemberig Kolozsvárott havonta (a július–augusztusi összevont számmal évente tizenegyszer) megjelenő folyóirat. Alapítója és az 1931. július–augusztusi számig szerkesztője Dienes László, aki 1929 januárjától Gaál Gáborral közösen jegyezte a lapot. Valójában Gaál 1928 januárjától társszerkesztő; Dienes 1928 második felében Berlinbe távozott, és ettől kezdve Gaál mellett levelezés útján vett részt a szerkesztésben. Az 1931. szeptemberi számtól Dienes neve elmaradt a címlapról. Ettől kezdve: szerkeszti Gaál, a hátsó-belső lapon elhelyezett impresszumban pedig (Gaál rendezetlen állampolgársága okán) ez szerepel: „felelős szerkesztő” Kibédi Sándor. 1938 júniusától „főmunkatárs” Gaál (a korábbi helyen és módon nagy betűkkel kiemelve), az impresszumban: „felelős szerkesztő” Kibédi Sándor, „felelős kiadó” Kovács Katona Jenő. Alcímváltozások: 1926-ban és 1927-ben Havi Szemle (de a borító belső oldalán Világnézeti Havi Szemle); 1928-tól 1936. októberig Világnézeti és Irodalmi Havi Szemle; 1936 novemberétől végig Tudomány-Irodalom-Művészet-Élet.
A megjelenést bejelentő 1925. decemberi prospektusban Dienes László az új lap feladatának egyrészt a belső viszonyok tárgyilagos, szenvedélymentes feltárását és tudatosítását tekintette, hogy „tisztába jöjjünk azon feltételekkel, amelyek között cselekednünk kell”, másrészt az európai eszme- és kultúrközösségbe való bekapcsolódásért való munkálkodást, mert a kisebbségi magyarság „csak a világot ma mozgató eszmékből építheti fel azt a szellemi erődítményt, amelyből népi jövőjét megvédheti”. E program és a megvalósítására irányuló törekvés, az alapító szerkesztő személye és a köréje gyűlő munkatársak, de még az új lap címe is a Huszadik Század (1900–1919) nagy hagyományának a megváltozott viszonyok közötti vállalása-folytatása szándékáról tanúskodott.
Az első szám Beköszöntőjében, olvasóját a világban való tájékozódásra felvértezendő, Dienes „a kor szellemi keresztmetszetét” ígérte. Ez azonban az adott helyzetben csak egy eklektikus szerkesztői gyakorlat árán volt lehetséges. Ezért a lapban domináló progresszív-baloldali közlemények mellett teret biztosított a szellemi válság sokféle, egymástól is sokszor eltérő termékének. Így juthattak szóhoz az első évfolyamokban (1926–28) filozófiai irracionalizmust, okkult tudományokat, parapszichológiát népszerűsítő írások is. E széles skálát átfogó, ellentmondásos, problematikus elemeket tartalmazó első három évfolyam értékelése máig is vitatott.
A kortárs köztudat a lapot kezdettől egyértelműen baloldali orientációjúként tartotta számon. A baloldal fenntartás nélkül vállalta, a konzervatív sajtó pedig kezdettől „kultúrbolsevizmus”-ként minősítette, kétségbe vonva, hogy konstruktív alkotó tényezője lehetne a kisebbségi szellemi életnek, noha annak súlyos sorskérdéseiről a lapnak és szerkesztőinek átgondolt és meg nem kerülhető álláspontja volt. Az Erdélyi Helikon és a Korunk között tizenkét éven át fel-fellobbanó viták sora is azzal kezdődött 1928-ban, hogy Gaál szóvá tette: a helikoni kultúrpolitika egy akkor közzétett jelentős dokumentuma a hallgatás bojkottjával rekesztené ki a Korunkat, vagyis a baloldalt a kisebbségi közösségből és művelődésből, az Erdélyi Helikon részéről viszont a lapnak az erdélyi kérdéseket elhanyagoló „kozmopolita” jellegét hánytorgatták fel. A vitában a mindkét lapba dolgozó Szentimrei Jenő próbált egyeztetni, arra hivatkozva, hogy a két lap tulajdonképpen kiegészíti egymást erdélyiség és európaiság összekapcsolásában. (A két folyóirat ismétlődő konfrontációiban lényegileg akkor még nem szintetizálható, különböző súlyú és jelentőségű részigazságok fogalmazódtak meg.)
A polgári irodalmi és művelődési fórumok bojkottja csak felgyorsította a Korunk radikalizálódását. Ez a folyamat lényegében megfelelt és részét alkotta az egész baloldal akkor Európa-szerte érvényesülő fejlődési irányának. E fejlődés eredményeként a lap az első évek eszmei sokszínűségétől 1929-re eljutott marxizmus vállalásáig. Ennek szükségszerű velejárójaként a lapra is óhatatlanul ráütötte bélyegét a mozgalom akkori szektás-balos-doktrinér volta, nem kevés kárt okozva az ügynek, főként a politikailag el nem kötelezett irodalom értékeinek el nem ismerése, valamint a lapnak irodalompolitikai (nemegyszer csupán taktikai) meggondolások sugallta támadásai révén. A Korunkat egy messianisztikus-romantikus forradalom-várás tette türelmetlenné, az árnyalatok, az árnyalások iránt érzéketlenné. Ám ezekben az évfolyamokban is, a hangadó szektás-balos szellemiség mellett, háttérbe szorítva bár, következetesen jelen volt egy sajátos módon szekta-ellenes, az ál-radikalizmussal szembeforduló törekvés is. Ez, valamint a lap kultúránk korszerűsítése terén vállalt és ezekben az években is sikerrel betöltött szerepe az a jelentős pozitívum, ami ennek a korszaknak a mérlegét is aktívvá teszi.
A Korunk Sturm und Drang korszakának Hitler németországi hatalomra jutása (1933) vetett véget. Ez idő tájt lépte át a lap férfikora küszöbét az antifasizmus jegyében. A Németországban elszabadult barbarizmus cinikus provokációi és nyers terrorja (a diszkriminációs atrocitások, a Reichstag felgyújtása, a Gleichschaltung, a könyvmáglyák) nyomán a lap kezdettől felismerte a veszélyeztetett egyetemes emberi értékek megvédésének feladatát, és ezt a feladatot nemsokára már mindennél fontosabbnak tartotta. Elméleti érdeklődése a fasizmus anatómiájára, ideológiája irracionális alapjainak és szellemi előzményeinek feltárására irányult, és ezzel párhuzamosan a haladó polgári gondolkodásnak a fasizmus és ideológiája ellen mozgósítható értékeire. Ilyen felismerések segítették a lapot korábbi szektásságának fokozatos leküzdéséhez, a népfronti szellem első, spontán megnyilvánulásaihoz, erősödő tendenciájú, de még minden vonatkozásában következetesen végig nem gondolt népfrontos törekvések megfogalmazásához (1933–35). Jellemző, hogy ez a népfronti gondolat következetes formában először az egyetemes emberi kultúra szintjén fogalmazódik meg a lapban, és csak legvégül érvényesül hasonló következetességgel a politikum szférájában is.
Tény, hogy amikorra az antifasiszta népfront politikáját a III. Internacionálé VII. Kongresszusa elméletileg kidolgozta és meghirdette (Dimitrovi tézisek, 1935 nyara), a Korunkban az már eleven szerkesztői gyakorlat, még ha olykor elbizonytalanodott is.
1935-től felerősödtek a Korunk népfrontos törekvései és a korábbi éveknél is következetesebben irányultak a romániai szellemi életre. A valóságirodalom iránt már régóta elkötelezett, a szociológia és a szociográfia problémáit kezdettől felkaroló Korunk elégtétellel nyugtázta ezekben az években a népi írók fellendülő falukutató-szociográfusi tevékenységében a rokon törekvéseket, és kritikai reflexióival, elméleti módszertani tanulmányaival kívánta a mozgalom eszmei tisztulását szolgálni. A népi-urbánus vitát a józan elvi szintézis felé terelte, szembefordulva a mindkét oldali szubjektív túlzásokkal és sértődöttségekkel. 1937-ben kiállt a Márciusi Front zászlóbontása mellett, és jelentős szerepet vállalt a romániai magyar értelmiségi fiatalok népfrontos parlamentje, a vásárhelyi találkozó előkészítésében. A Találkozón 1937 októberében aktív szerepet játszott a Korunk-munkatársak és barátok csoportja, és a Vásárhelyi Hitvallásban megfogalmazott kisebbségi platformot a lap végig következetesen képviselte, mint saját törekvéseinek legfőbb igazolását.
A vásárhelyi találkozó utáni időszakban, egyre mostohább körülmények között (a fasizmus hazai térhódítása, Hitler agresszió-sorozata Ausztria annektálásától a háború kirobbantásáig) Gaál konok és leleményes szívóssággal fejlesztette lapját a korábbinál is magasabb színvonalra.
Az első világháború és az azt követő forradalmak után szétszórt magyar progresszió gyülekezőhelye és tartós fóruma, a kor sajátos és egyetemes sorskérdéseinek balról való végiggondolásával adta hozzá az egészhez a maga súlyos mondanivalóját. Így például a Kelet-, ill. Délkelet-Európa-i modell mibenlétének mind elméleti, mind irodalmi megközelítésű keresése az első évfolyamtól végig a lap központi témája. A kérdés átgondolt, rendszeres feltérképezése már azokban az években kezdődött, amelyeket – különben okkal – a „szektás-balos” jelzővel szoktunk minősíteni. Mindezzel még fontosabb, meghatározó szerepet töltött be a lap a romániai magyar kisebbség szellemi életében.
Indulásakor, az 1920-as évek közepén a romániai magyar kisebbség kultúrájának korszerűvé fejlődését viszonylagos differenciálatlansága fékezte. Akkor még csak az irodalmi, politikai, jogi és történelmi műveltség szervesült benne világképet formáló egésszé. Dienes viszont, hogy a Korunk minden haladó eszmének fórumává lehessen, eleve olyan átfogó lapprofilt koncipiált – és Gaál a későbbiek során ezt nemcsak megőrizte, de tovább is fejlesztette –, amely a korszerű szellemi életnek az írással, tehát elméleti és irodalmi eszközökkel lehetséges teljességét közvetíthette. Ezzel egy, a romániai magyar művelődésben addig hiányzó – a korszerűen differenciált szellemi élet egészét átfogó – folyóirattípus honosult meg, mely alkalmasnak bizonyult arra, hogy művelődésünkbe bekapcsolja a modern kultúra számos akkor új vívmányát. A művelődés ez új területeinek nálunk még hiányzó művelőit a szerkesztőség hosszú időn át külföldi munkatársaival pótolta. Csak évek kitartó munkája nyomán nőtt fel a lap alkotó műhelyében az új területekre is szakosodott hazai munkatársi gárda.
E havonta hat ív terjedelemben megjelenő folyóirat első folyamának fél emberöltőnyi jelenléte a romániai magyar szellemi kultúra egészének megújítását, szerkezeti és tartalmi korszerűsítését, végső soron egy haladó kultúra-modell kiépülését eredményezte. Döntő módon a Korunk e másfél évtizedes működésének eredménye, hogy az 1930-as évek végére ez a kisebbségi és ezért szegényes intézmény-rendszerrel rendelkező kultúra képes volt asszimilálni a filozófia, szociológia és ökonómia korszerű szellemét, a modern lélektan eredményeit – Freudtól a behaviorizmusig –, a 20. századi természettudományok és technika szemlélet-alakító anyagát, az új művészeteket olyannyira, hogy a lap hazai munkatársaiból és olvasóiból végül a romániai magyarság számban és minőségben is jelentős, haladó értelmisége formálódott ki.
A Korunk munkatársainak összetétele a lap fejlődési szakaszai szerint változott, de mindig több országból toborzódott, úgyhogy a lap kiérdemelte a „négyországi folyóirat” meghatározást is. Romániai szerzők mellett Magyarország, Csehszlovákia és Jugoszlávia írói is felsorakoztak Dienes és Gaál köré, s velük együtt a magyar baloldali emigráció jelesei is megszólaltak a hasábjain. Az első tizenöt évfolyamnak több mint ezer szerzője közül természetesen csak az egyes szakaszokat jellemző eredeti munkatársakat ragadjuk ki.
Az első szakaszban (1926–28) Hatvany Lajos, Kassák Lajos, Németh Antal, Sinkó Ervin, Romániából Salamon László, Szántó György, Szentimrei Jenő, Turnowsky Sándor, Ligeti Sándor, Csehszlovákiából (mindvégig, tizenöt évfolyamon át) Fábry Zoltán írásai emelkednek ki Dienes és Gaál cikkei mellett; a következő szakaszban (1929–32) az emigrációból Balázs Béla, Moholy-Nagy László, Magyarországról Déry Tibor, Haraszti Sándor, Illyés Gyula, József Attila, Kodolányi János, Molnár Erik. Jelentkezik a lapban Budapestről a kultúrpedagógus Kemény Gábor, kifejtve a demokrácia táborába érkezett népiek célját, ami „a valóság reális feltárása a szociográfia útján”. Csehszlovákiából Forbáth Imre, Szalatnai Rezső, majd a Sarló gárdájából Dobossy László, Jócsik Lajos, Morvay Gyula, Sellyei József válik munkatárssá, míg a romániaiak közül Méliusz József, Szilágyi András, Tamási Áron, hozzájuk csatlakozik 1932-től a lap felfedezettje, Nagy István.
A harmadik menetben (1933–35) lép fel a romániai új nemzedékből Bányai László, a magyar, Bányai Imre, a román és zsidó problémák ismerője, továbbá Csehi Gyula és Izsák László. Ugyanakkor Magyarországról Remenyik Zsigmond, Sándor Pál, Veres Péter, az emigrációból Lukács György, a jugoszláviai Sinkó Ervin jelentkezett írásaival. Végül az utolsó szakaszban (1936–40) a Korunk Románia sajátos nemzetiségi viszonyai közt szerepet vállaló munkatársi gárdáját nemcsak Kahána Mózes, Tamási Áron írói bekapcsolódása jellemzi, hanem a Balogh Edgár, Bözödi György, Demény Dezső, Gáll Ernő, Jancsó Elemér, Jordáky Lajos, Szemlér Ferenc, Szenczei László írásaival a „fiatal realisták” nemzedéke is.

### 1957–1989
A régi Korunk tizenhat év kihagyás után 1957. február 21-én indult II. folyama az 1974/6. számtól a Szocialista Művelődési és Nevelési Tanács folyóirata 1989 decemberéig. Főszerkesztő Gáll Ernő az 1984/9. számig, 1984 októberétől Rácz Győző. Főszerkesztő-helyettes az 1971/9. számig Balogh Edgár, utóda 1971 októberétől Rácz Győző. Szerkesztőségi főtitkár László Béla (1964–71), Ritoók János (1971–81), majd 1985 márciusától Jancsik Pál. Eleinte szerkesztőbizottság is jegyezte a lapot, tagjai közt volt Bányai László, Victor Cheresteșiu, Csehi Gyula, Demeter János, Kacsó Sándor, Kohn Hillel, Kovács György, Méliusz József, Nagy István, Péterfi István, Szabédi László, Tompa István. Egy második szerkesztőbizottságban (1964 márciusától) Erdélyi László, Gáll János, Kántor Lajos (1965 januárjától), Lázár József, Szabó Sándor, Weiszmann Endre szerepel. 1972-től kezdve ilyen bizottság többé nem volt. Bukaresti szerkesztő Aszódy János (1957–69).
A Korunk újraindulását a Gaál nevével jegyzett Utunk megjelentetése előzte meg. Az 1944-et követő időszak legsürgősebb művelődési feladatának ugyanis Gaál egy széles olvasóközönségnek szóló irodalmi lap megindítását tartotta (szerkesztése alatt az Utunk első száma 1946 júniusában meg is jelent), de egy Corneliu Codarceának írt levele szerint tervbe vette a Korunk újraindítását is. Ám a Magyar Népi Szövetség (MNSZ) vezetőinek bebörtönzése után az ő személye és volt lapja ellen is elindított hadjárat ezt akkor lehetetlenné tette: Valóság és irodalom (1950) c. tanulmánykötetének „idealista” beütése miatt (és ürügyén) őt is kizárták a pártból... 1956 nyarán a sajtóban azonban már több szerző – köztük Földes László, Gáll Ernő, Sütő András – emelte fel szavát a Korunk és egykori főszerkesztője rehabilitálásáért, s 1956 szeptemberében megtörtént Gaál párttagságának – post mortem – helyreállítása. E fejlemények után munkatársaiból és tanítványaiból bizottság alakult a lap újraindításának előkészítésére.
A kezdeményezők egy korszerű nemzetiségi tudatnak, a romániai magyar kultúra megszilárdításának a feladatából indultak ki. A Gaál Gábor-i lapmodell vállalása egyaránt jelentette mind a hagyományos profil, tehát a korszerűen tagolt szellemi élet egészét átfogó tematika felújítását, mind a nemzeti-nemzetiségi sajátosságok problematikájának az egyetemes emberi haladás koordinátái közé illesztését, magába foglalva egyrészt az együtt élő kultúrák termékenyítő kölcsönhatásának, másrészt a közvetítő híd-szerepnek a tudatos, programszerű vállalását is.
Az első szám megjelenése a régi köntösben (fejléc, a borítólap színe és tipográfiája) és a régi laptest-beosztással (rovatcímek, tördelés) ünnepi eseménnyé vált. Az újrainduló lap első évfolyamának 120 hazai szerzője között fele-fele arányban találjuk a már az 1930-as években is publikáló idősebbeket és az új rendszerben jelentkező fiatalabb nemzedék tagjait. Az új folyam – bár a társadalmi valóságot közvetlenebbül tükröző szociológiai, politikai közlései nem léphették át az adott korlátokat – egyéb elméleti, áttételesebben reflektáló írásai segítségével valóban új színt, új tartalmat hozott szellemi életünkbe. A széles ölelésű tematika, az elméleti igényű írásokban jelentkező probléma-érzékenység, néhány kritikai írás és nemzeti hagyományébresztő tanulmány tette eseménnyé az első kilenc szám megjelenését. Az 1956-os magyarországi forradalom leverését követő újabb szigorodással azonban növekedett a cenzúra nyomása, és a lap őszre már hozzászürkült a mezőnyhöz. Az indulás becsvágyó törekvései hosszú időre háttérbe szorultak, és a lap szerepe a puszta keretek megőrzésén túl a nagyvilág szellemi életének eléggé megszűrt bemutatására korlátozódott.
Az új folyam szerkesztői azzal az illúzióval kezdtek munkához, hogy a Szovjetunióban már a XX. pártkongresszussal megindult reformfolyamat a magyarországi forradalom tragédiája árán is folytatódhat, s a Rákosi-rendszer bukása után a kelet-európai közéletben „új humanizmus” lehetőségei nyílnak. Ebben a reményben a munkatársak két – egymással vitázó, egymást keresztező – megközelítéssel próbálkoztak: az egyik irányzat a szocializmus „liberalizálódását” várta, gazdasági, szociológiai és politológiai írásaival igyekezvén kritikai kételyt támasztani a „pártvonal” bürokratizmusával szemben, a másik „népi demokrata” hagyományok feltámasztásával próbálta a magyar nyelvápolás, folklór, történelmi tudat és kisebbségvédelem szellemi energiáit mozgósítani. A pártellenőrzés azonban mindkét irányzatot a cenzúra eszközeivel és a lapra erőszakolt kötelező anyagával korlátozta, végül a homogenizáló nacionalista diktatúra terrorjával letörte.
A neodogmatizmus túlhaladására irányuló első határozottabb jegyek az 1963-as és 1964-es évfolyamokban fedezhetők fel: néhány súlypontos összeállítás színházról, orvostudományról, világirodalomról, a konkrét szociológia akkor divatos témájának tárgyalása, majd egy Gaál Gábor-szám és a Marx-reneszánsz jegyében közölt fiatal Marx-sorozat. A kibontakozás végül is valóssá vált. Az új formákkal, szerkesztői koncepciókkal való kísérletezések is hasznosaknak bizonyultak. A lap céltudatos erőfeszítései nyomán megszilárdult és új erőkkel gyarapodott a munkatársi gárda. Az 1960-as évek utolsó harmadától kezdve szerencsésen ötvöződött a hazai problematika és a világ szellemi életének visszaadása. A szerkesztőség felfedezte és számos esetben dicséretes módon kiaknázta a tematikus számokban rejlő lehetőségeket. Egy-egy ilyen központi fontosságú témát megközelítő-feldolgozó szám az adott kérdéskör szinte monografikus feltérképezését eredményezte (kibernetika – 1965; helytörténet – 1969; strukturalizmus, történelemkutatásunk kérdései – 1970; a szocialista nemzetiség fogalma, irodalomtörténetünk kérdései – 1971; zene és anyanyelv – 1972; Kalotaszeg, Madách-kérdés, jogtudomány és joggyakorlat – 1973; képzőművészetünk, a mai filozófia – 1974; Ady – 1977; színházművészetünk – 1978 és 1980; Móricz Zsigmond, szociológia és szociográfia – 1979; József Attila – 1980). És ha olyan kezdeményezés, mint az 1970-es irodalomcentrizmus-vita, a kérdés tisztázását nem is érte el, tudatosítását kétségtelenül szolgálta.
A lap évfolyamait szervesen egészítették ki az 1973 óta megjelenő Korunk Évkönyvek, amelyek közül a Korunk félszázados múltjára visszatekintő 1976-os kötetet említjük meg.
A Korunk mint eszmeterjesztő fórum, mint a romániai magyarság kultúrájának kisugárzó, tudatformáló, nemzetiségi önismeretet adó intézménye hatását már 1957 óta az olvasókkal rendszeresített találkozókkal igyekezett kiegészíteni; e találkozók keretében a szerkesztőség vidéki szabadegyetemek (Beszterce, Dés, Medgyes, Parajd, Nagyszalonta) előadókkal való ellátását is vállalta.
A tudományterjesztő szerepben meghatározó volt Veress Zoltán szerkesztői működése.
Merőben más jellegű fórum-szerepet töltött be az idővel szinte külön intézménnyé vált népszerű Korunk Galéria. Kezdeményezését más kolozsvári intézmények hasonló rendezvényei követték, megtörve a hivatalos kiállítótermek protokolláris monopóliumát és nyilvánosságot biztosítva a hazai magyar képzőművészek alkotásainak.
A mindennapos rutinmunkaként végzett belső szerkesztőségi műhelyfunkció a Korunk esetében szélesebb társadalmi jelentőségre tett szert. A lap totalitás-profilja révén ugyanis olyan különböző szakterületekről toborzott munkatársi gárdát foglalkoztatott, mely nem minden esetben volt annyira íráskész, hogy szakterületének elvi kérdéseit a nem-szakos értelmiségi olvasók felé hatékonyan közvetíthette volna. Ezért a lap műhely-funkciójába beletartozott a külső munkatársakkal való szoros alkotói együttműködés. Ez jelentős mértékben nemcsak a tematikus számok és évkönyvek megszerkesztésében konkretizálódott, hanem az ismétlődő kerekasztal-vitákban is, melyeknek anyagát a lap rendszerint közzétette. Hasonló műhely-funkciót töltött be a Korunk túlnyomórészt főiskolásokból rekrutálódott szociográfiai és társadalomnéprajzi szemináriuma is. Ez a kör, melynek előzményeként működött 1968-ban a Főiskolás Korunk-barátok Vitaköre, csíki, szilágysági és hóstáti társadalomrajzi felmérésekkel s az eredmények elvi és módszertani elemzésével foglalkozott.
Az Erdélyi magyar szótörténeti tár első kötetének megjelenésekor (1975) e teljesítmény kritikai méltatására a szerkesztőség meghívta a nemzetiségi kultúra alkotó munkásait, túlnyomórészt a lap munkatársait. Ezzel indult a „Korunk-délelőttök” sorozata, melyeken értő közönség részvételével szellemi életünk egy-egy aktuális teljesítménye, egy-egy jelentősebb új mű megtárgyalása kapcsán az időszerű elvi kérdések is terítékre kerültek. E vállalkozásaival a lap valójában egy nemzetiségi tudós-társaság hiányzó intézményét pótolta mintegy 1983-ig. Ugyanebben az időszakban került kétszer is kiosztásra a Bolyai-díj, melynek jelképét, egy Tőrös Gábor készítette kisplasztikát, 1982-ben Egyed Ákos történész és Weszely Tibor matematikus, 1983-ban Szabó T. Attila nyelvtudós és Gábos Zoltán fizikus egy-egy műve kapta.
1984 után a diktatúra fokozódó szorításában a Korunk működése egyre inkább a belterjes szerkesztőségi munkára szorítkozott. Rendezvényeit és kiadványait megszüntették, tárgyköréből kizárták a nemzetiségi önismeret anyagát, Gáll Ernőt idő előtt nyugdíjazták, a megüresedett állásokat betöltetlenül hagyták, megnőtt a lap szellemével ellentétes „kötelező anyag”, s az egyes számok a fokozott cenzúra következtében csak nagy késésekkel jelenhettek meg. A kinevezett új főszerkesztő, Rácz Győző halála után a lap 1989/10-es száma már a főszerkesztő jelzése nélkül az év végére maradt.
Az 1989 végén bekövetkezett fordulat – a Ceaușescu-diktatúra bukása – következtében a Korunk második folyamát elkésve záró 1989/11–12. duplaszám 1990. január 8-án jelentette be egy új, immár III. folyam indulását. A szám szerkesztője, Kántor Lajos az előző folyamot lezáró vezércikkben leszögezi: „Számtalanszor csalódott, becsapott olvasóink [...] várják a korral szembenéző lapot.”

### 1989. december után
A III. folyam távlatait az új főszerkesztőként bemutatkozó Kántor Lajos nyitja meg Történelmi tévedések címen, számba véve a lap alapításának elejétől kezdve a „szerkesztői érdemeket, illetve hibákat és bűnöket”. Az új főszerkesztő új dialógust hirdet, a fiatalokat hívja munkára, és nem halvány utódfolyóiratot ígér, hanem „1990-es világszintű” lapot. A felvonuló új tábort képviseli hamarosan az 1990/4-es számon jelzett új szerkesztőségi névsor: Cseke Péter, Jakó Klára, Jancsik Pál (szerkesztőségi titkár), Józsa T. István, Kassay Miklós, Kónya Sándor, Kovács Gyöngy, Salat Levente, Székely Dániel (műszaki szerkesztő), Szilágyi Júlia. Az 1990/8-as számtól műszaki szerkesztő Heim András. A hattagú szerkesztő tanács tagjai: Bajor Andor, Cs. Gyimesi Éva, Kolumbán Gábor, Lászlóffy Aladár, Nagy György, Szilágyi N. Sándor, Vetési László.
Az 1985-öt megelőző címlap visszaállításával induló új folyam alcíme: „Kultúra – haza és nagyvilág.” A lap egy tematikai áttörés eklektikájával fordul az olvasóhoz, sorra rátérve a gazdasági és társadalmi fordulat keltette új igényekre, de egyben a megtartó hagyományokat is idézve hol Kós-számmal (1990/3), hol Mátyás király emlékével (1990/4), hol Reményik Sándor és Lám Béla levelezésének közlésével (1990/11).
Az új folyam második évében bővül a szerkesztőség Kereskényi Sándorral, majd Visky Andrással. A Baász Imre tervezte új borító olyan élénkséget tükröz, amit a lapanyag jellegzetes Európa-nyitása, egy nyílt társadalom meghirdetése is jelez. Elég a számok súlypontjaira utalni: feldolgozásra kerül a szegénységből való kilábalás, a gyűlölet lélekrajza, munkásság és baloldaliság az ezredvégen, pártosodás, érdekképviselet és politikai kultúra, a művészet szolgálata, falu és jövőkép, Balkán kapuja, Erdély és a zsidóság, a megvádolt értelmiség, az erdélyiségtudat változása, a szórványkérdés, majd a vándorlás és kivándorlás problémacsomagja. Közben sorra került Gaál Gábor „újraolvasása” Cs. Gyimesi Éva és Tóth Sándor vitájában (1991/3, majd 1991/9, 11, 12).
Az 1992-es évfolyam Deák Ferenc immár gondolati higgadtságot kifejező új borítólapjával indult, szövege számítógépes szedéssel-tördeléssel készül. Elemzés alá kerülnek egy-egy súlypontos számban az egyetem (1992/1), a népélet és a szexualitás (1992/3), hagyomány és identitás (1992/4), a sport (1992/5), az Európa-eszme (1992/6), a sajtó (1992/7) kérdései.

### 1926–1940
- Méliusz József szerkesztésében: A Korunk költészete. Szász János tanulmányával, Bonyháti Jolán Korunk-repertóriumával. 1967
- Tóth Sándor: Gaál Gábor. Tanulmány Gaál Gáborról, a Korunk szerkesztőjéről. 1971
- Tóth Sándor: Balogh Edgár Korunk-képe. NyIrK, 1977/2.
- Balogh Edgár: Itt és most. Tanulmány a régi Korunkról. Kolozsvár, 1976
- Balogh Edgár: Az őszinte Korunk-kép. NyIrK 1978/1.
- Tordai Zádor-Tóth Sándor összeállításában: Szerkesztette Gaál Gábor. Cikkgyűjtemény. Budapest, 1976
- Kovács János: Évtizednyi útkeresés. Bevezető tanulmány a „sejtelme egy földindulásnak...” c. Dienes László-cikkgyűjtemény élén. 1976. 5–54.
- Korunk Évkönyv 1976. Egy alkotó műhely félévszázados történetéhez (1926–76)
- Kabdebó Lóránt szerkesztésében: 50 éves a Korunk Tanulmánygyűjtemény. Budapest, 1977
- Kántor Lajos: Kép, világkép. A régi Korunk az új művészetért. 1977
- Tóth Sándor: Rólunk van szó. Tanulmányok a Korunkról. 1980
- K. Nagy Magda: A Korunk szerkesztői elvei és kultúrkoncepciója (1926–1940). Párttörténeti Közlemények, Budapest, 1980/4.
- Mózes Huba: Sajtó, kritika, irodalom. 1983. 39–45. A Korunk indulása és fogadtatása.
- Gáll Ernő: A régi Korunk antifasizmusa. Korunk, 1984/8.

### 1957–1989
- Gáll Ernő: Az új Korunkért! Utunk 1956/33; újraközölve Tegnapi és mai önismeret. 1975. 331–34. *Balogh Edgár: Új humanizmus őrhelyén. Vezércikk. Korunk 1957/1; újraközölve Program és hivatás. Magyar folyóiratok programcikkeinek válogatott gyűjteménye. Budapest, 1977. 499–506.
- Rácz Győző: Az avantgarde művészetfilozófiai problémái a népfronti Korunkban. A Hét 1976/3, 4, 5.
- Méliusz József: A Korunk valósághumanizmusáról van szó. A Hét 1976/13.
- Herédi Gusztáv: Megfelelő intézményeket létrehozni. Korunk 1982/8
- Gáll Ernő: Előzmények, rajtolás és tűzkeresztség. A Korunk második folyamáról. Korunk 1991/3 *Tóth Sándor: A Korunk újraindulása 1957-ben. Korunk 1993/1.

### 1989. december után
- Kónya Sándor: A „harmadik” Korunk. Helikon, 1990/15.
- Kántor Lajos: K mint Korunk – k mint kötés 3. Korunk, 1991/1;
- Kántor Lajos (Visky Andrással): Változó Korunk. Szabadság, 1992. január 17.